# 루쿠아

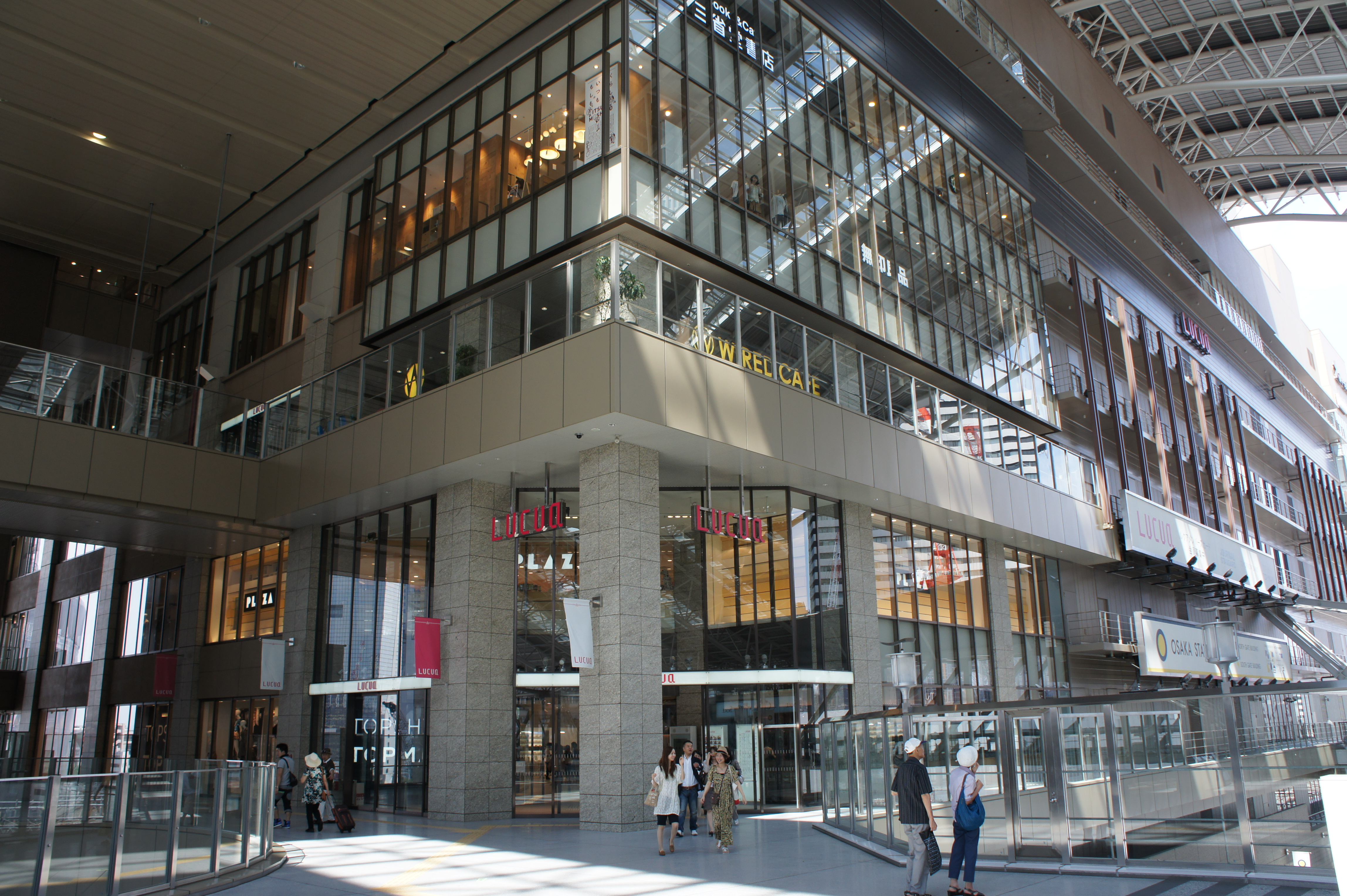
루쿠아

루쿠아(일본어: ルクア, 영어: LUCUA)는 오사카역 북쪽의 노스 게이트 빌딩에 있는 패션 빌딩이다. JR 서일본 SC 개발이 관리 · 운영하고 있다. LUCUA의 명칭은 Lifestyle (라이프 스타일), Urban (도시), Current (유행), Axis (축)의 머리 글자이다.